# Bomi Hills

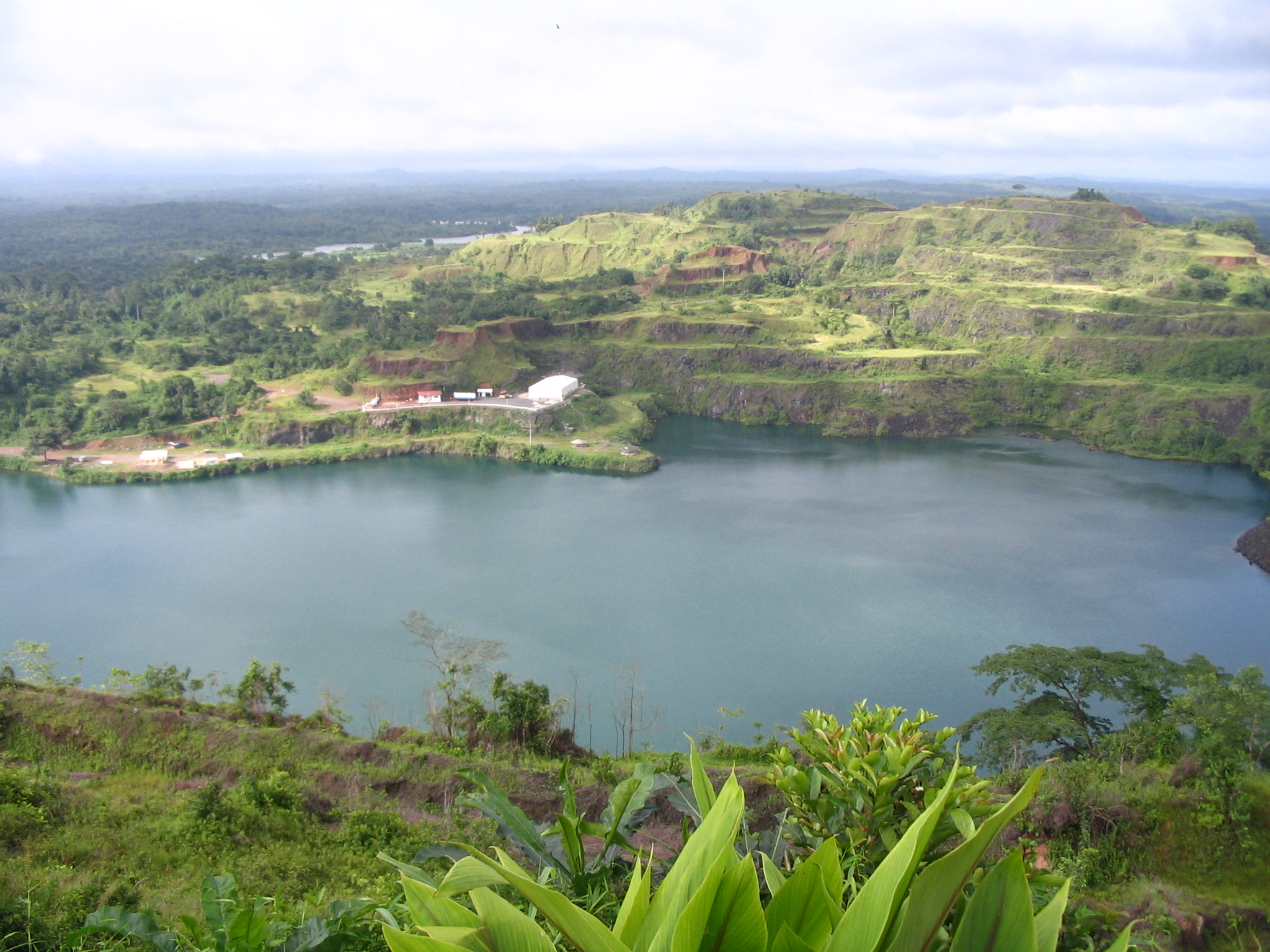
Lago Bomi.

Bomi Hills é uma área montanhosa da Libéria próxima de Bomi. Foi um importante centro mineiro de ferro, explorado pela Liberia Mining Company desde 1951 a 1979. Nessa época o seu minério era considerado o mais rico do mundo. O fim das operações mineiras criou um lago artificial, o Lago Bomi (Bomi Lake), hoje uma atração turística.